# Gisela McDaniel
Gisela Charfauros McDaniel (Bellevue, Nebraska, 1995) es una artista visual estadounidense de ascendencia indígena chamorro que trabaja principalmente con pintura al óleo.

## Biografía
Nació en 1995 en un hospital militar en Bellevue, Nebraska, Estados Unidos.Creció en Cleveland, Ohio, y asistió a una escuela secundaria solo para mujeres en el lado este de Cleveland.Es licenciada en Bellas Artes por la Universidad de Michigan (2019). Su madre, Antoinette Charles McDaniel, es una erudita chamorro originaria de Guam.
Después de graduarse de la universidad en 2019, se mudó a Detroit, donde estableció un estudio para vivir más cerca de sus familiares y encontrar apoyo emocional después de sobrevivir a la violencia sexual por parte de una expareja y mientras estudiaba en el extranjero en Florencia, Italia. El trágico suceso se volvió central en su práctica artística como mecanismo de afrontamiento y como forma de crear una plataforma para que otros sobrevivientes de la violencia de género se sintieran honradas. Sus pinturas son principalmente retratos de personas femeninas y no binarias que se identifican como negras, chamorras, isleñas del Pacífico, indígenas de Turtle Island, asiáticas, latinas y/o mestizas y que han experimentado traumas.
Su trabajo combina componentes de audio activados por movimiento que presentan extractos de entrevistas y conversaciones entre la pintora y sus modelos, a quienes denomina “colaboradores temáticos”, sobre traumas experimentados. En palabras de la crítica, crea pinturas que “responden” al público.
En 2022, presentó la muestra individual Manhaga Fu'una en Pilar Corrias en Londres, en la que mostró pinturas que incorporaban objetos encontrados o materiales donados que iban desde ropa hasta joyas recicladas o rotas.

### Relación con la historia del arte occidental
Su práctica artística hace referencia a la historia de la pintura al tiempo que resalta las voces marginadas dentro del canon histórico del arte.En entrevistas anteriores, McDaniel mencionó su intención de recuperar la paleta de colores de Paul Gauguin como una forma de recuperar su ascendencia chamorro/isleña del Pacífico. El tema de su cuadro Inagofli'e (2021) está planteado de manera muy similar a El espíritu de los muertos observando (1892) de Gauguin. Ella dice de la obra de Gauguin que "le encantaría verla desaparecer", y dice que su libro Writings on the Savage es "tan terrible" que la ha ayudado a motivarse: "las heridas y el daño que creó, ¿cómo puedo arreglar eso y poner algo hecho con más intención en su lugar?"   En Got Your Back (2020), McDaniel se refiere a Gauguin, así como a Mujeres de Argel (1834) de Delacroix y Los marroquíes de Matisse.

## Exposiciones
- 2023 Tender Loving Care, Museo de Bellas Artes, Boston (exposición colectiva).[6]
- 2023 Colección Permanente, Pérez Art Museum Miami (exposición colectiva).[2]
- 2022 Manhaga Fu'una, Pilar Corrias, Londres (exposición individual).[7]
- 2022 A Place for Me: Figurative Painting Now, Instituto de Arte Contemporáneo, Boston (exposición colectiva).[14]
- 2022 The Regional, Museo de Arte Contemporáneo Kemper, Kansas City, Missouri (exposición colectiva).[5]
- 2021_How Do We Know the World? _, Museo de Arte de Baltimore, Maryland (exposición colectiva).[5]
- 2021 Dual Vision, Museo de Arte Contemporáneo de Detroit, Michigan (exposición colectiva).[5]
- 2020 Making WAY/FARING Well, Pilar Corrias, Londres (exposición individual).[7]

## Obras de arte en colecciones destacadas
- Speaking Seeds,, 2020. Museo de Arte Pérez Miami, Florida.[15]
- Tiningo' si Sirena, 2021. Museo de Bellas Artes, Boston, Massachusetts.[6]
- Inagofli'e, 2021. Instituto de Arte Contemporáneo de Miami, Florida.[16]
- What She Saw/Where She Went, 2020. Museo de Arte de Baltimore, Maryland.[17]

## Premios y reconocimientos
- 2024 Fue nombrada Forbes 30 Under 30, por Arte y Estilo, junto con las artistas Kathia St. Hilaire y Akea Brionne.[18][19]